# 里弗頓 (密蘇里州)
里弗頓（英語：Riverton）是位於美國密蘇里州俄勒岡縣的鬼鎮。

## 歷史
里弗頓的郵局於1966年設立，其後於2000年停運。

## 地理
里弗頓所處的海拔為高於海平面128米（即420英呎），而該地所採用的時區為UTC-6，即北美中部時區（CST）。同時該地設有夏令時間，為UTC-6調快一小時，即UTC-5（CDT）。